# NGC 7178
NGC 7178 (również PGC 67898) – galaktyka spiralna z poprzeczką (SBb), znajdująca się w gwiazdozbiorze Ryby Południowej. Odkrył ją John Herschel 31 sierpnia 1834 roku.